# Sundegöl
Sundegöl är en sjö i Norrköpings kommun i Östergötland och ingår i Nyköpingsåns huvudavrinningsområde.